# Sundanesiska

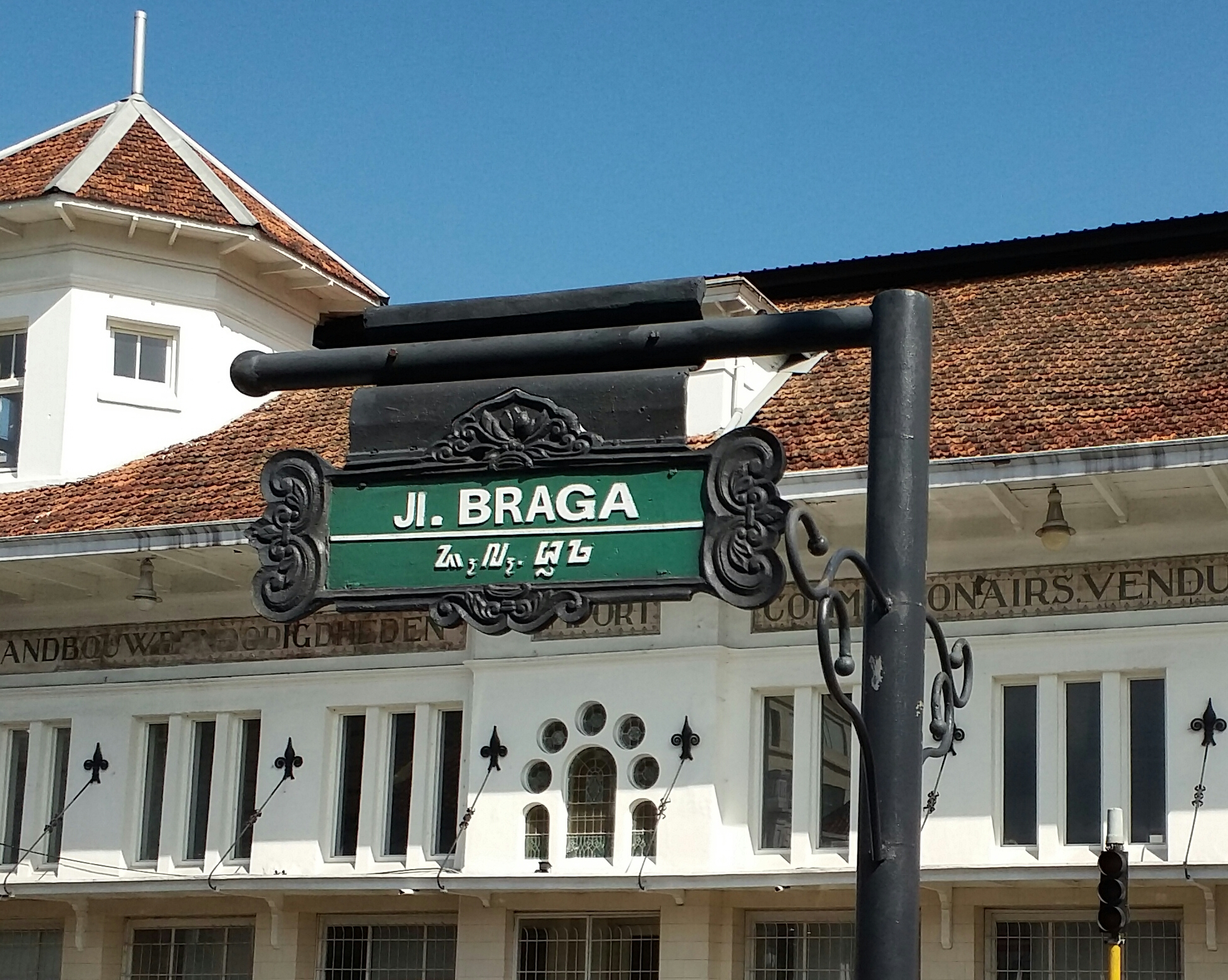
Gatuskylt på sundanesiska som använder både latinska och sundanesiska skrifter.

Sundanesiska är ett austronesiskt språk som talas huvudsakligen i västra Java i Indonesien. Antal talare är ungefär 32,4 miljoner vilket betyder att sundanesiska är världens 47:e mest talade språk. Ungefär 14,5 procent av den indonesiska befolkningen talar språket.
Språket räknas som livskraftigt och dess närmaste släktingar är badui och maduresiska. Sundanesiska delas in i fyra huvudsakliga dialekter..
Det finns tre olika register beroende på hur formell talaren vill vara: kasar (informell), halus (formell) och panengah (mellanstil).
I dagens läge skrivs sundanesiska med både latinsk och sundanesisk skrift. Den sundanesiska skriften undervisas i skolorna och bl.a. skyltar använder den.. Den gamla javanesiska skriften användes också mellan 1300- och 1700-talet.

## Fonologi

### Konsonanter
|             | Bilabial | Alveolar | Palatal  | Velar  | Glottal |
| ----------- | -------- | -------- | -------- | ------ | ------- |
| Nasal       | m        | n        | ɲ        | ŋ      |         |
| Klusil      | p \| b   | t \| d   |          | k \| g |         |
| Affrikat    |          |          | tʃ \| dʒ |        |         |
| Frikativ    | f \| v   | s \| z   |          | x      | h       |
| Lateral     |          | l        |          |        |         |
| Tremulant   |          | r ~ ɾ    |          |        |         |
| Approximant | w        |          | j        |        |         |

Källa:

### Vokaler
|              | Främre | Central | Bakre |
| ------------ | ------ | ------- | ----- |
| Sluten       | i      |         | ʊ     |
| Mellansluten |        |         | ɤ     |
| Mellan       |        | ə       |       |
| Mellanöppen  | ɛ      |         | ɔ     |
| Öppen        |        |         | ɑ     |

Källa:

## Grammatik
Räkneord 1–10 på sundanesiska: 1 (hiji), 2 (dua), 3 (tilu), 4 (opat), 5 (lima), 6 (genep), 7 (tujuh), 8 (dalapan), 9 (salapan), 10 (sapuluh).